# Prémio Pritzker
O Prémio Pritzker (português europeu) ou Prêmio Pritzker (português brasileiro) é concedido anualmente para "homenagear um ou mais arquitetos vivos, cujo trabalho demonstra uma combinação de qualidades, como talento, visão e compromisso, e que produziu contribuições consistentes e significativas para a humanidade e o ambiente construído por meio da arte da arquitetura". Criado em 1979 por Jay A. Pritzker e sua esposa Cindy, o prêmio é financiado pela Família Pritzker e patrocinado pela Fundação Hyatt. É considerado um dos maiores prêmios internacionais de arquitetura e é frequentemente referido como o Prêmio Nobel de Arquitetura. O Prêmio Pritzker é concedido "sem distinção de nacionalidade, raça, religião ou ideologia"; os destinatários recebem um prêmio de 100 000 dólares, um certificado e, desde 1987, uma medalha de bronze.

## Lista de vencedores
Veja a lista dos vencedores:
| Ano  | N.º | Laureado                                                     | Foto | Nacionalidade           | Exemplo de trabalho (ano de conclusão) | Exemplo de trabalho (ano de conclusão)                                  | Localização da Cerimónia                                | Ref.          |
| ---- | --- | ------------------------------------------------------------ | ---- | ----------------------- | -------------------------------------- | ----------------------------------------------------------------------- | ------------------------------------------------------- | ------------- |
| 1979 | 1   | Philip Johnson                                               |      | Estados Unidos          |                                        | Glass House (1949)                                                      | Dumbarton Oaks                                          | [ 6 ]         |
| 1980 | 2   | Luis Barragán                                                |      | Mexico                  |                                        | Torres de Satélite (1957)                                               | Dumbarton Oaks                                          | [ 7 ]         |
| 1981 | 3   | James Stirling                                               |      | Reino Unido             |                                        | Biblioteca Histórica Seeley (1968)                                      | National Building Museum                                | [ 8 ]         |
| 1982 | 4   | Kevin Roche                                                  |      | Irlanda                 |                                        | Knights of Columbus Building (1969)                                     | Art Institute of Chicago                                | [A]           |
| 1983 | 5   | Ieoh Ming Pei                                                |      | China · Estados Unidos  |                                        | National Gallery of Art, East Building (1978)                           | Metropolitan Museum of Art                              | [B]           |
| 1984 | 6   | Richard Meier                                                |      | Estados Unidos          |                                        | High Museum of Art (1983)                                               | National Gallery of Art                                 | [ 9 ]         |
| 1985 | 7   | Hans Hollein                                                 |      | Áustria                 |                                        | Museu Abteiberg (1982)                                                  | The Huntington Library                                  | [ 9 ]         |
| 1986 | 8   | Gottfried Böhm                                               |      | Alemanha Ocidental      |                                        | Igreja Youth Center Library (1968)                                      | Worshipful Company of Goldsmiths                        | [ 9 ]         |
| 1987 | 9   | Kenzo Tange                                                  |      | Japão                   |                                        | Catedral de Santa Maria em Tóquio (1964)                                | Kimbell Art Museum                                      | [ 12 ]        |
| 1988 | 10  | Gordon Bunshaft                                              |      | Estados Unidos          |                                        | Beinecke Rare Book and Manuscript Library (1963)                        | Art Institute of Chicago                                | [ 9 ]         |
| 1988 | 10  | Oscar Niemeyer                                               |      | Brasil                  |                                        | Catedral de Brasília (1958)                                             | Art Institute of Chicago                                | [ 9 ]         |
| 1989 | 11  | Frank Gehry                                                  |      | Canada · Estados Unidos |                                        | Walt Disney Concert Hall (1999–2003)                                    | Tōdai-ji                                                | [C]           |
| 1990 | 12  | Aldo Rossi                                                   |      | Itália                  |                                        | Museu Bonnefanten (1990)                                                | Palazzo Grassi                                          | [ 13 ]        |
| 1991 | 13  | Robert Venturi                                               |      | Estados Unidos          |                                        | National Gallery (Londres), Sainsbury Wing (1991)                       | Palácio de Iturbide                                     | [ 14 ]        |
| 1992 | 14  | Álvaro Siza Vieira                                           |      | Portugal                |                                        | Pavilhão de Portugal na Expo'98 (1998)                                  | Harold Washington Library                               | [ 15 ]        |
| 1993 | 15  | Fumihiko Maki                                                |      | Japão                   |                                        | Tokyo Metropolitan Gymnasium (1991)                                     | Castelo de Praga                                        | [ 12 ]        |
| 1994 | 16  | Christian de Portzamparc                                     |      | França                  |                                        | Embaixada Francesa, Berlim (2003)                                       | The Commons, Columbus, Indiana, Estados Unidos          | [ 16 ]        |
| 1995 | 17  | Tadao Ando                                                   |      | Japão                   |                                        | Centro de Congressos de Nagaragawa (1995)                               | Palácio de Versalhes                                    | [ 17 ]        |
| 1996 | 18  | Rafael Moneo                                                 |      | Espanha                 |                                        | Kursaal Palace (1999)                                                   | Getty Center                                            | [ 11 ]        |
| 1997 | 19  | Sverre Fehn                                                  |      | Noruega                 |                                        | Museu Glacial Norueguês (1991)                                          | Museu Guggenheim de Bilbau                              | [ 18 ]        |
| 1998 | 20  | Renzo Piano                                                  |      | Itália                  |                                        | Kansai International Airport (1994)                                     | White House                                             | [ 19 ]        |
| 1999 | 21  | Norman Foster                                                |      | Reino Unido             |                                        | Ponte do Milénio (2000)                                                 | Altes Museum                                            | [ 11 ]        |
| 2000 | 22  | Rem Koolhaas                                                 |      | Países Baixos           |                                        | Casa da Música, Porto (2003)                                            | Jerusalem Archaeological Park                           | [ 20 ]        |
| 2001 | 23  | Herzog & de Meuron                                           |      | Suíça                   |                                        | Tate Modern (2000)                                                      | Monticello                                              | [ 21 ]        |
| 2002 | 24  | Glenn Murcutt                                                |      | Austrália               |                                        | Berowra Waters Inn (1983)                                               | Michelangelo's Campidoglio                              | [ 22 ]        |
| 2003 | 25  | Jørn Utzon                                                   |      | Dinamarca               |                                        | Sydney Opera House (1973)                                               | Real Academia de Belas-Artes de São Fernando            | [ 23 ]        |
| 2004 | 26  | Zaha Hadid                                                   |      | Iraque · Reino Unido    |                                        | Bridge Pavilion (2008)                                                  | Museu Hermitage                                         | [D]           |
| 2005 | 27  | Thom Mayne                                                   |      | Estados Unidos          |                                        | Edifício Federal de San Francisco (2007)                                | Pavilhão Pritzker, Millennium Park                      | [ 24 ]        |
| 2006 | 28  | Paulo Mendes da Rocha                                        |      | Brasil                  |                                        | Capela de São Pedro Apóstolo, Campos do Jordão, São Paulo (1987)        | Palácio Dolmabahçe                                      | [ 25 ]        |
| 2007 | 29  | Richard Rogers                                               |      | Reino Unido             |                                        | Lloyd's building (1986)                                                 | Banqueting House, Whitehall                             | [ 26 ]        |
| 2008 | 30  | Jean Nouvel                                                  |      | França                  |                                        | Torre Agbar (2005)                                                      | Library of Congress                                     | [ 11 ]        |
| 2009 | 31  | Peter Zumthor                                                |      | Suíça                   |                                        | Therme Vals (1996)                                                      | Palácio da Legislatura da Cidade de Buenos Aires        | [ 11 ]        |
| 2010 | 32  | Kazuyo Sejima e Ryūe Nishizawa (SANAA)                       |      | Japão                   |                                        | 21st Century Museum of Contemporary Art, Kanazawa (2003)                | Ellis Island                                            | [ 11 ]        |
| 2011 | 33  | Eduardo Souto de Moura                                       |      | Portugal                |                                        | Estádio Municipal de Braga, Braga (2004)                                | Andrew W. Mellon Auditorium                             | [ 27 ] [ 28 ] |
| 2012 | 34  | Wang Shu                                                     |      | China                   |                                        | Museu de Ningbo, Ningbo (2008)                                          | Grande Salão do Povo, Pequim                            | [ 29 ]        |
| 2013 | 35  | Toyo Ito                                                     |      | Japão                   |                                        | Mediateca de Sendai, Sendai (2001)                                      | Biblioteca e Museu Presidencial John F. Kennedy, Boston | [ 30 ]        |
| 2014 | 36  | Shigeru Ban                                                  |      | Japão                   |                                        | Igreja Católica de Takatori, Kobe (2005)                                | Rijksmuseum, Amesterdão                                 | [ 31 ]        |
| 2015 | 37  | Frei Otto                                                    |      | Alemanha                |                                        | Estádio Olímpico, Munique (1972)                                        | New World Center, Miami                                 | [ 32 ]        |
| 2016 | 38  | Alejandro Aravena                                            |      | Chile                   |                                        | Torres Siamesas, Pontifícia Universidade Católica do Chile              | Sede da Organização das Nações Unidas, Nova Iorque      | [ 33 ] [ 34 ] |
| 2017 | 39  | Rafael Aranda, Carme Pigem & Ramón Vilalta (RCR Arquitectes) |      | Espanha                 |                                        | Sant Antoni Library, Barcelona (2008)                                   | Palácio Akasaka, Tóquio                                 | [ 35 ]        |
| 2018 | 40  | Balkrishna Doshi                                             |      | Índia                   |                                        | Indian Institutes of Management, Bangalore (1977–1992, fases múltiplas) | Aga Khan Museum, Toronto                                | [ 36 ]        |
| 2019 | 41  | Arata Isozaki                                                |      | Japão                   |                                        | Mito Art Tower (1990)                                                   | Palácio de Versalhes, Versailles                        | [ 37 ]        |
| 2020 | 42  | Yvonne Farrell e Shelley McNamara                            |      | Irlanda                 |                                        | Edifício Grafton da Universidade de Bocconi (2007)                      | Milão                                                   | [ 38 ]        |
| 2021 | 43  | Anne Lacaton e Jean-Philippe Vassal                          |      | França                  |                                        | Escola de Arquitetura de Nantes (2009)                                  | online                                                  | [ 39 ]        |
| 2022 | 44  | Diébédo Francis Kéré                                         |      | Burquina Fasso          |                                        | Centro para a Arquitectura em Terra em Mopti, Mali (2010)               | LSE, Londres                                            | [ 40 ]        |
| 2023 | 45  | David Chipperfield                                           |      | Reino Unido             |                                        | Neues Museum em Berlim                                                  | Ágora de Atenas                                         | [ 41 ]        |
| 2024 | 46  | Riken Yamamoto                                               |      | Japão                   |                                        | Museu de Arte de Yokosuka                                               | Art Institute of Chicago                                | [ 42 ]        |
| 2025 | 47  | Liu Jiakun                                                   |      | China                   |                                        | West Village, Chengdu, China (2015)                                     | Louvre Abu Dhabi                                        | [ 43 ]        |

### Prémios Pritzker por país
- Japão – 8
- Estados Unidos – 5
- Reino Unido – 4
- França – 3
- Alemanha – 2
- Brasil – 2
- China – 2
- Espanha – 2
- Irlanda – 2
- Itália – 2
- Portugal – 2
- Suíça – 2
- Austrália – 1
- Áustria – 1
- Burquina Fasso – 1
- Chile – 1
- Dinamarca – 1
- Estados Unidos & China – 1
- Estados Unidos & Canadá – 1
- Índia – 1
- Noruega – 1
- Países Baixos – 1
- Reino Unido & Iraque – 1
  - Total: 44